# 明興水務
明興水務渠務工程有限公司，簡稱明興水務渠務工程和明興水務（英語：Ming Hing Waterworks Engineering Company Limited，港交所除牌時0402.HK），於1967年，由原秋明、蘇耀祥和其他兩位合伙人，於香港（總部）成立前身為「明興工程公司」。
該公司業務在本港和國內經營公營機構提供水務工程服務包括水務工程、道路工程、渠務、斜坡改善等行業。
當時股份在2006年3月14日，於港交所主板上市，以「明興控股有限公司」和「明興水務控股有限公司」名義。當時招股價為0.36港元，發行新股為7200萬股，集資額為2600萬港元。
在2009年12月5日，該公司以1,937,500,000港元，進行收購WELL DELIGHT HOLDINGS LIMITED全數股份。2010年8月31日，更名為蒙古投資集團有限公司（天下圖控股有限公司前身）。
但在2013年9月2日，被當時母公司天下圖控股有限公司以354,350,000港元出售該創辦人。

## 連結
- minghing.com.hk（页面存档备份，存于）